# Santa Maria de Salselles
Santa Maria de Salselles és una església del poble de Salselles, municipi que forma part de la històrica sotsvegueria del Lluçanès, avui en dia administrativament dins el terme municipal de Borredà (Berguedà). És una obra inclosa en l'Inventari del Patrimoni Arquitectònic de Catalunya.

## Santuari
El lloc de Salselles és documentat des del s. X com una de les propietats del monestir de Sta. Maria de Ripoll; la primera església preromànica o la posterior romànica eren advocades a St. Pere però, en augmentar la devoció popular a la imatge de la Verge romànica que es venera a l'església augmentà, es canvià l'advocació i al s. XVII es va construir el nou santuari.
El santuari de la mare de Déu de Salselles és una construcció del segle xvii que segueix els esquemes del barroc rural. Consta d'una sola nau coberta amb volta, avui ensorrada, i flanquejada per capelles laterals. La porta s'obre al mur de ponent i és d'arc de mig punt adovellat; l'entrada al santuari és precedida per un porxo d'arcs de mig punt rebaixats sostinguts per pilars de senzills capitells sense decoració. El campanar de torre de planta quadrada s'alça al mur de migdia i té unes obertures d'arc de mig punt i una balustrada. Tot el conjunt és en un estat lamentable de conservació des que fou abandonat durant la guerra civil (1936- 1939); el despoblament del lloc i l'acció dels elements i els robatoris l'han malmès enormement.
Alguns petits objectes de Salselles s'exposen avui dia a Santa Maria de Llucà, com també la pica baptismal romànica, la clau de volta principal de l'església i l'actual imatge de la Verge de Salselles, tan venerada en els seus goigs. També a Lluçà trobareu aquests goigs recollits en una publicació de l'any 2003 promoguda pel rector Josep Casals.

### Restauració
A principis del segle XXI s'està començant un projecte de restauració del santuari de Santa Maria de Salselles. La gent de Sant Martí d'Albars, amb la col·laboració de Lluçà i Borredà, han recuperat durant els darrers anys la peregrinació que es feia per anar a demanar aigua a la Mare de Déu. Vilatans de la zona, juntament amb aquests ajuntaments, han fet pinya per tal de fer realitat aquest projecte i recuperar un espai de gran bellesa.
La primera fase de les obres ja s'ha acabat, i el campanar ha quedat completament consolidat. S'ha actuat primerament en aquest punt entenent que és l'element més significatiu del conjunt i una fita important en el territori. Se n'ha eliminat la vegetació, s'han rejuntat les parets exteriors i interiors, s'ha refet el terrat i s'ha fixat la barana existent. També s'ha posat un sistema de tirants de ferro envoltant la torre a tres nivells per assegurar-ne la solidesa. El cost de les obres ha estat de 25.962′25 euros, que han anat a càrrec de la Diputació de Barcelona en resposta a la petició feta des de l'Ajuntament de Borredà, i amb el suport dels Ajuntaments de St. Martí d'Albars i Lluçà. Si tot va bé s'espera una segona partida per valor de 40.000 euros que probablement arribaran en dues fases diferents i que s'invertiran a Salselles d'acord al pla director elaborat.

## Galeria de fotos

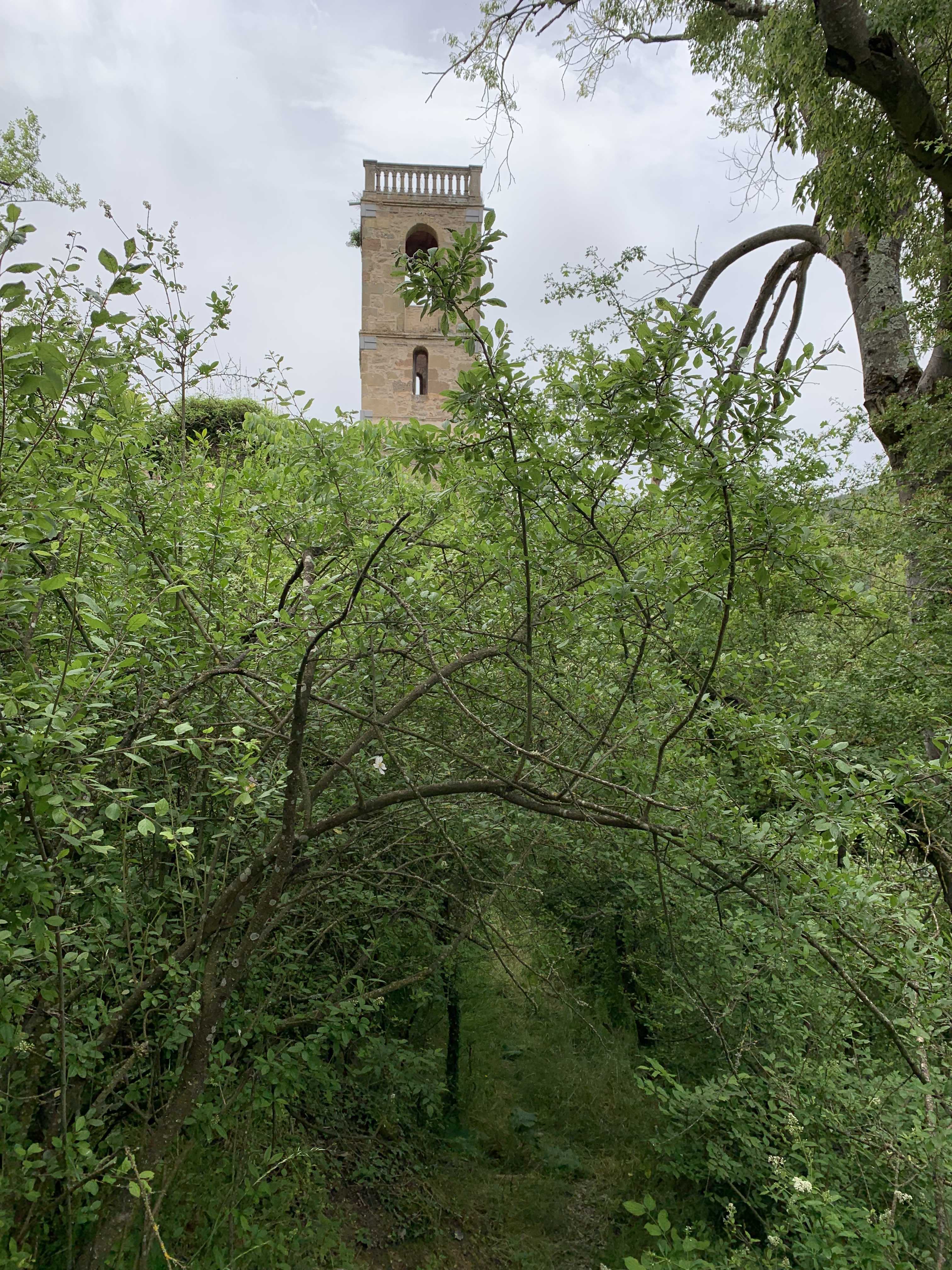
Campanar
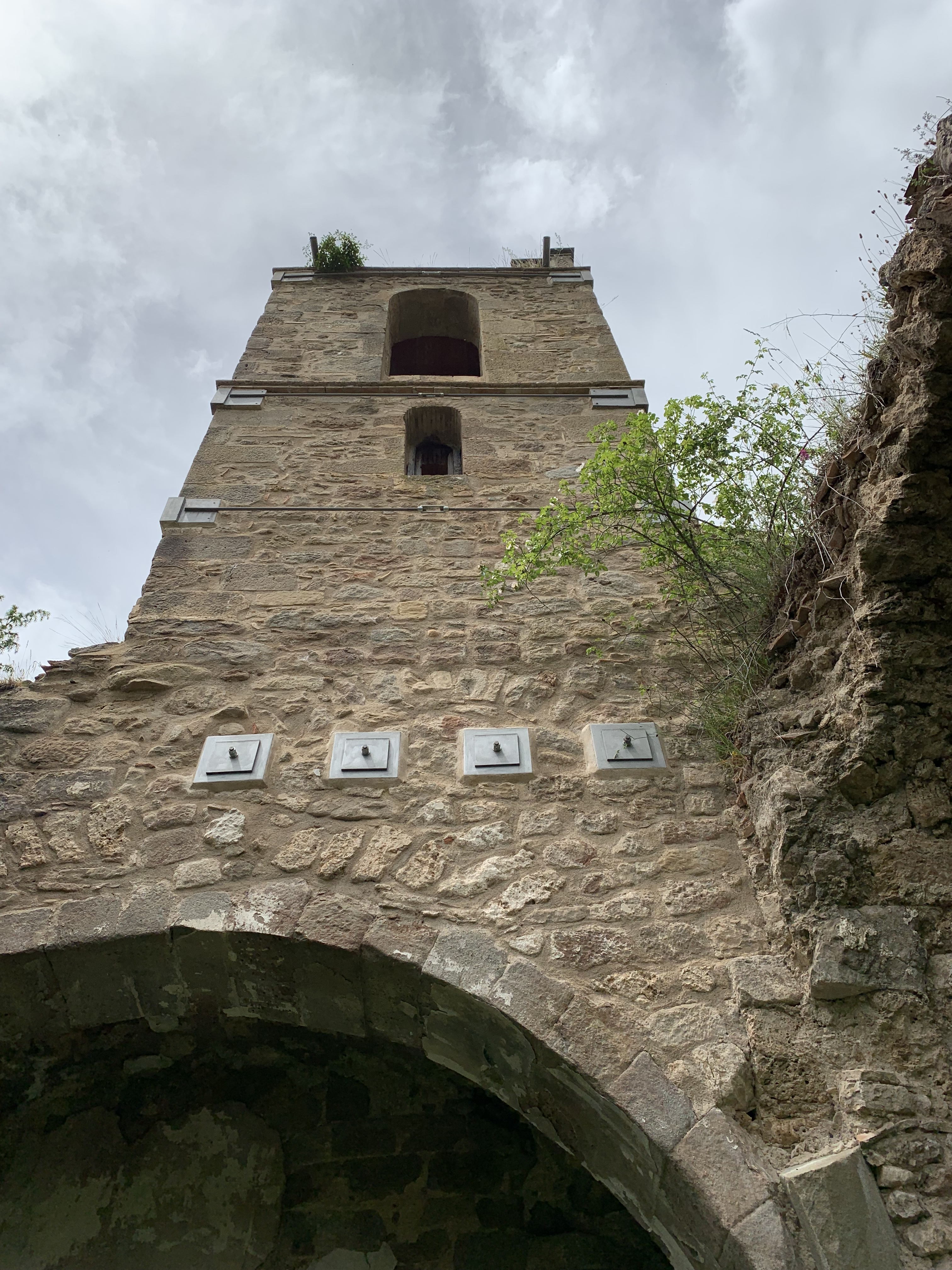
Campanar des de la base
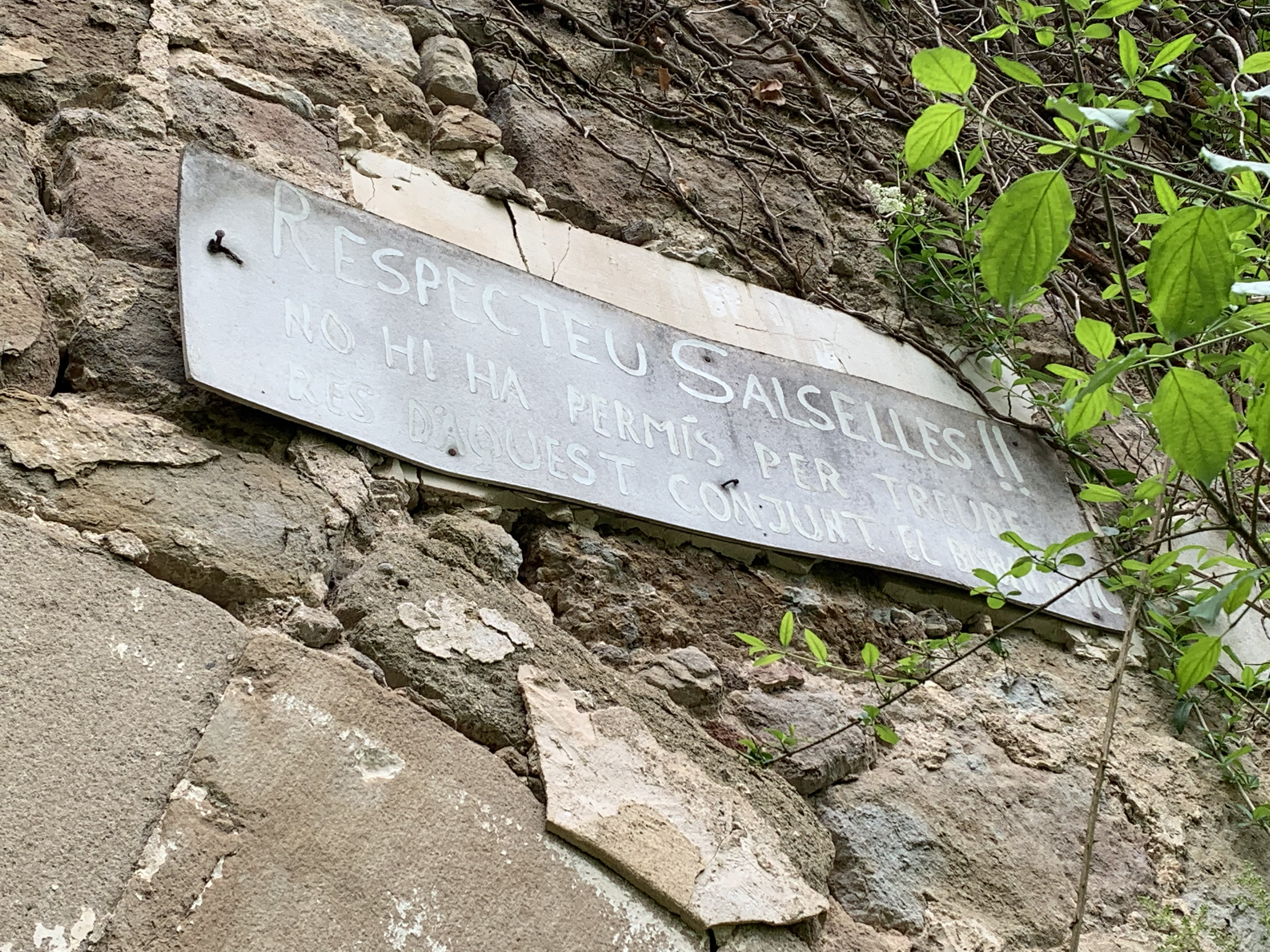
Placa informativa de les restes
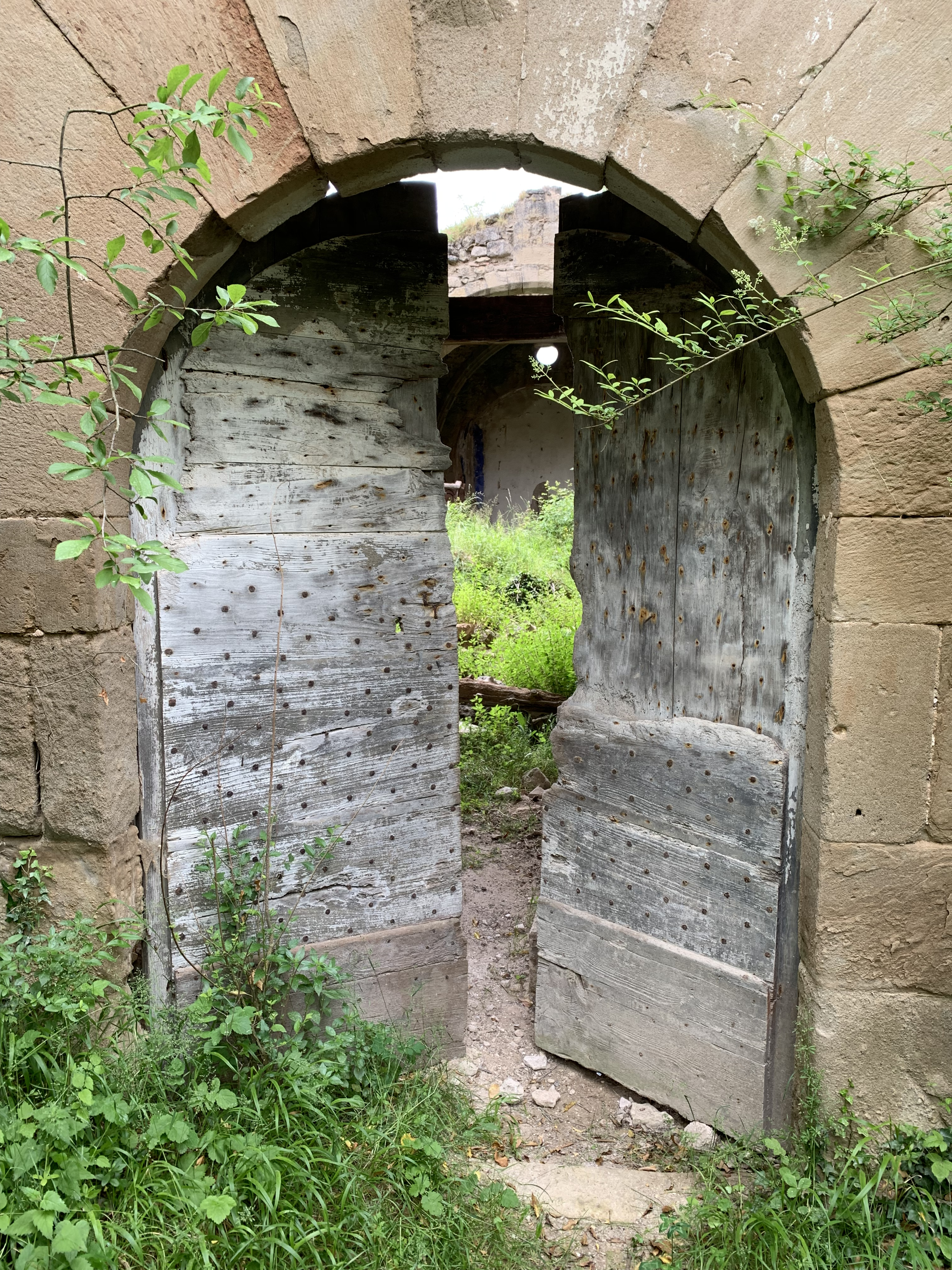
Portal d’entrada
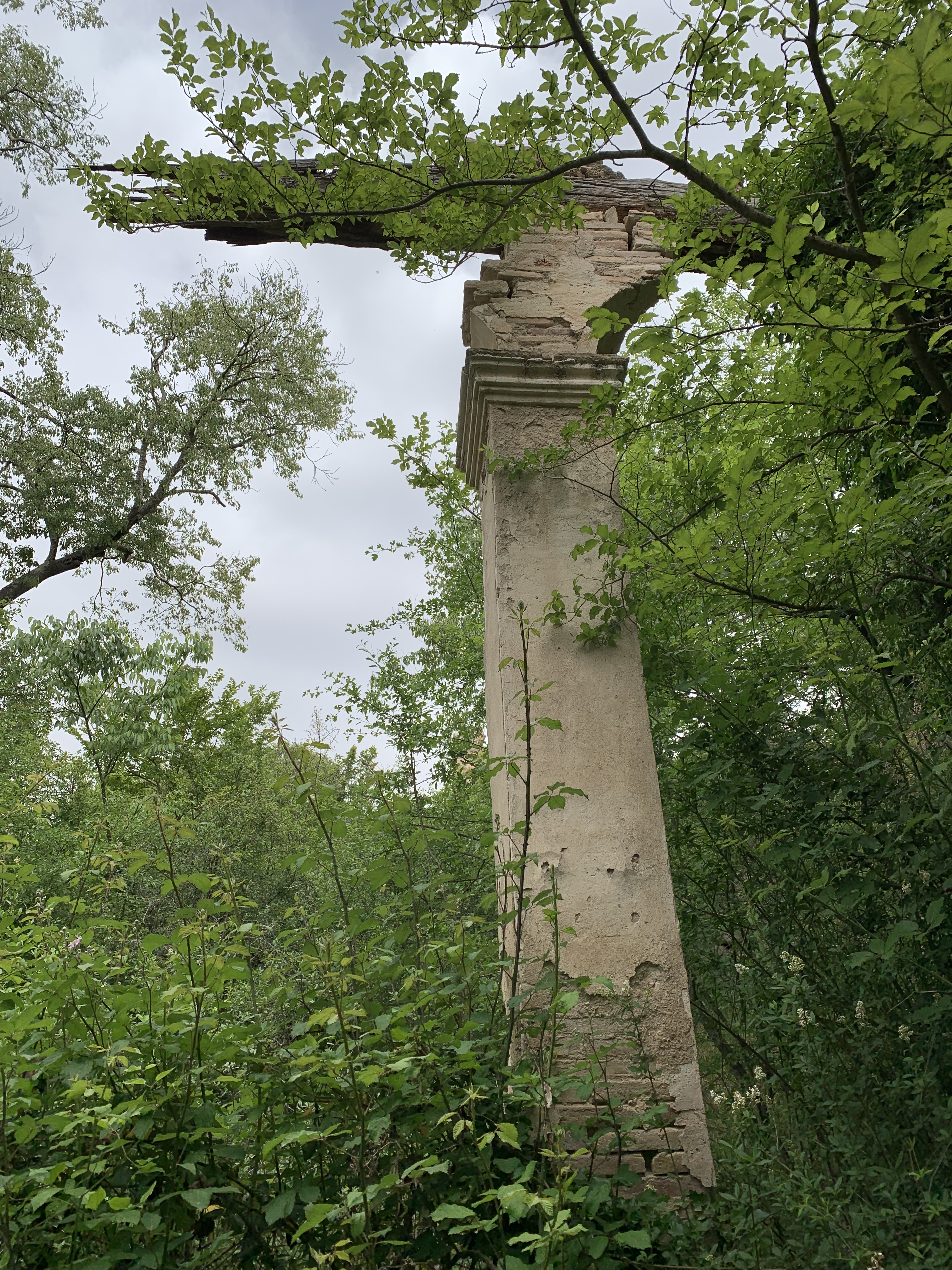
Cancell
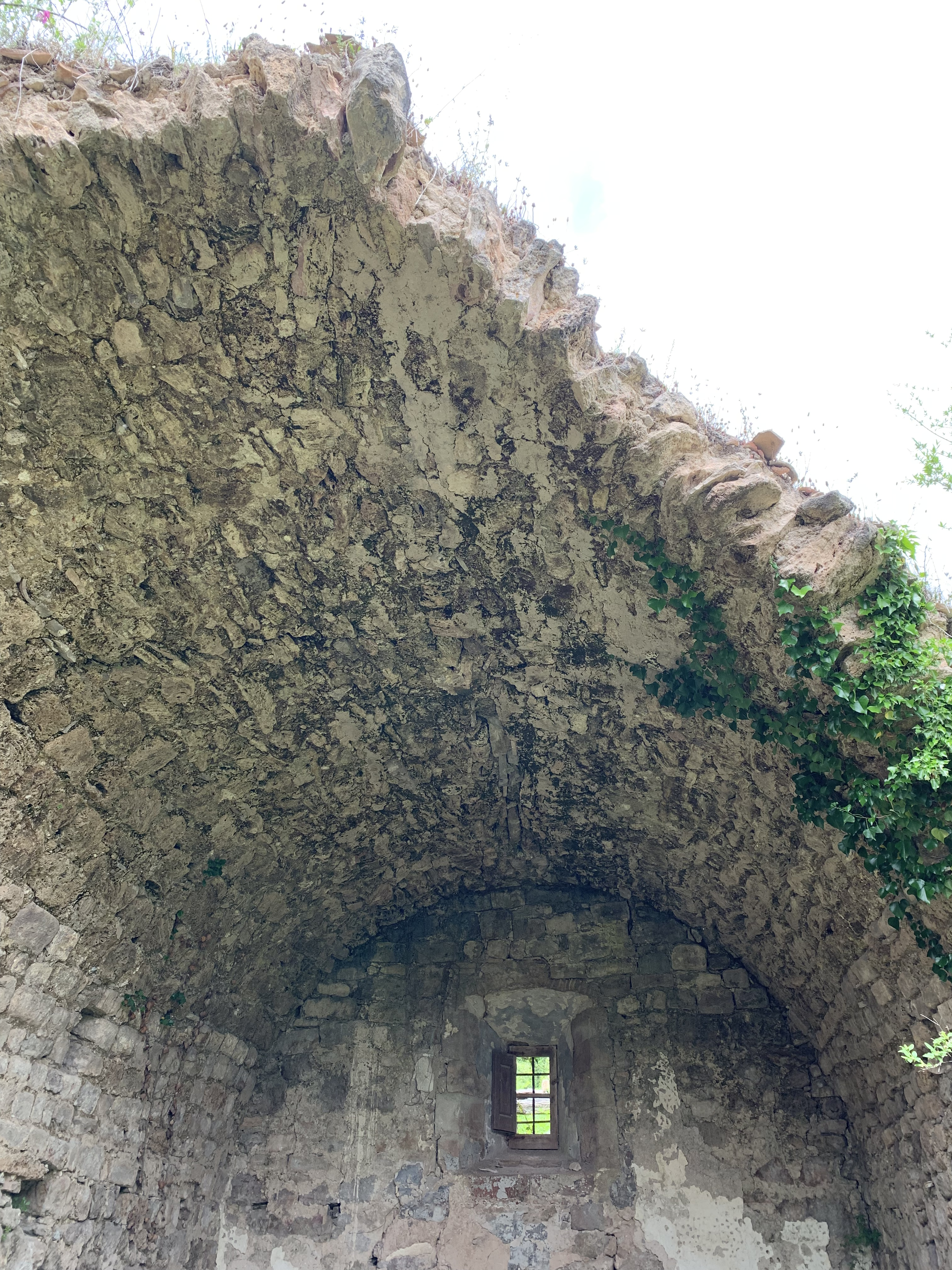
Sostre
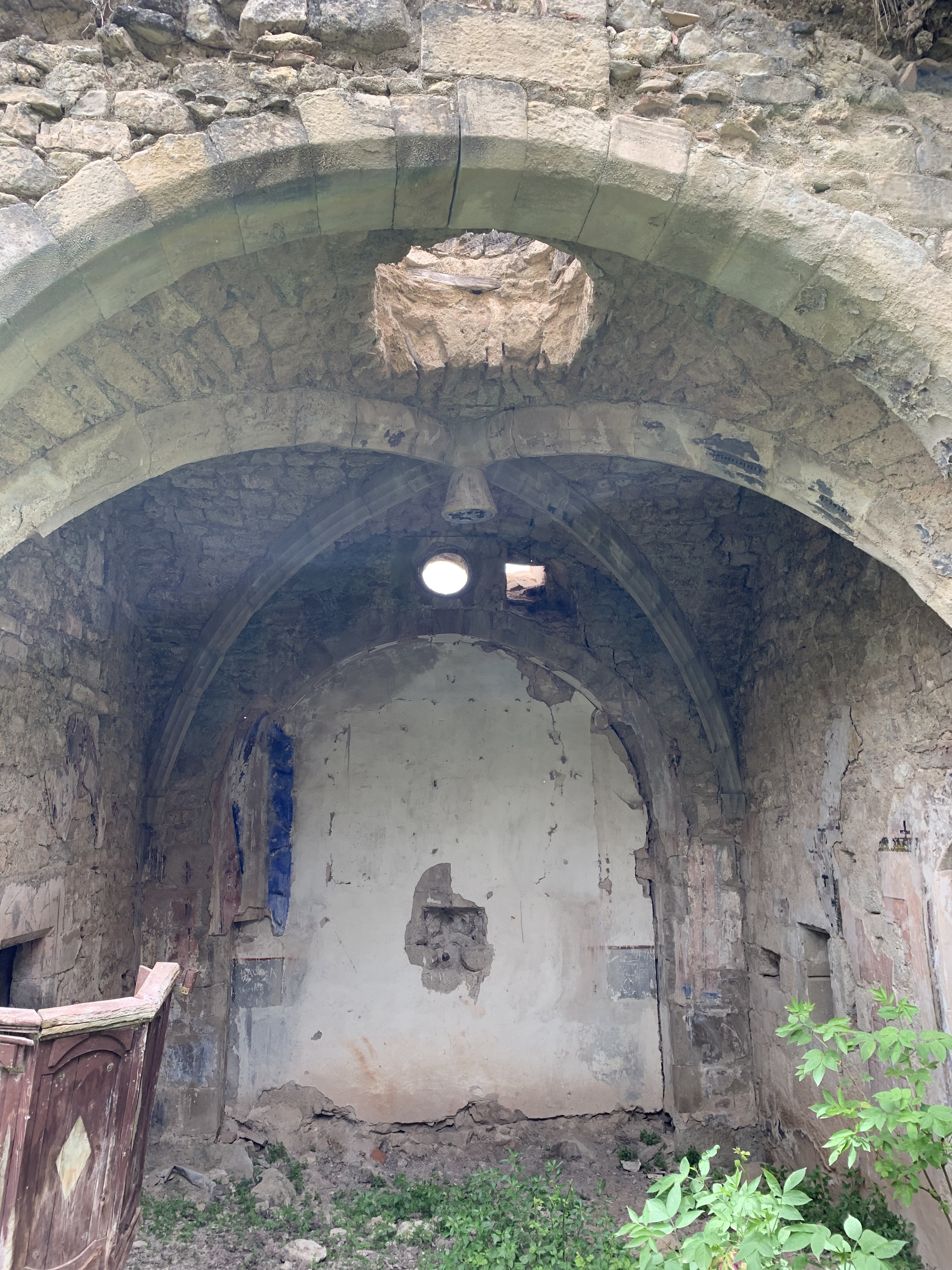
Altar Major
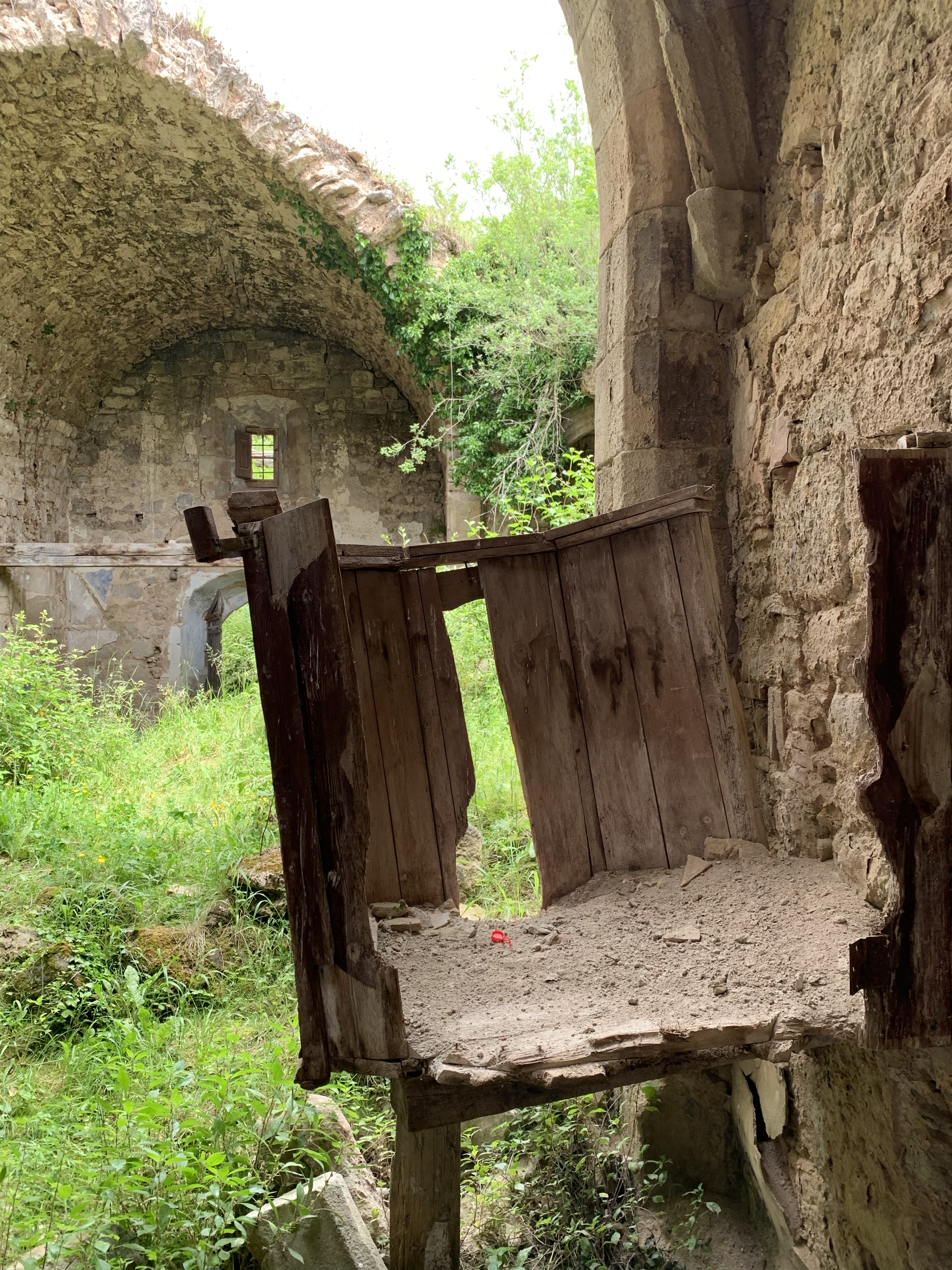
Trona
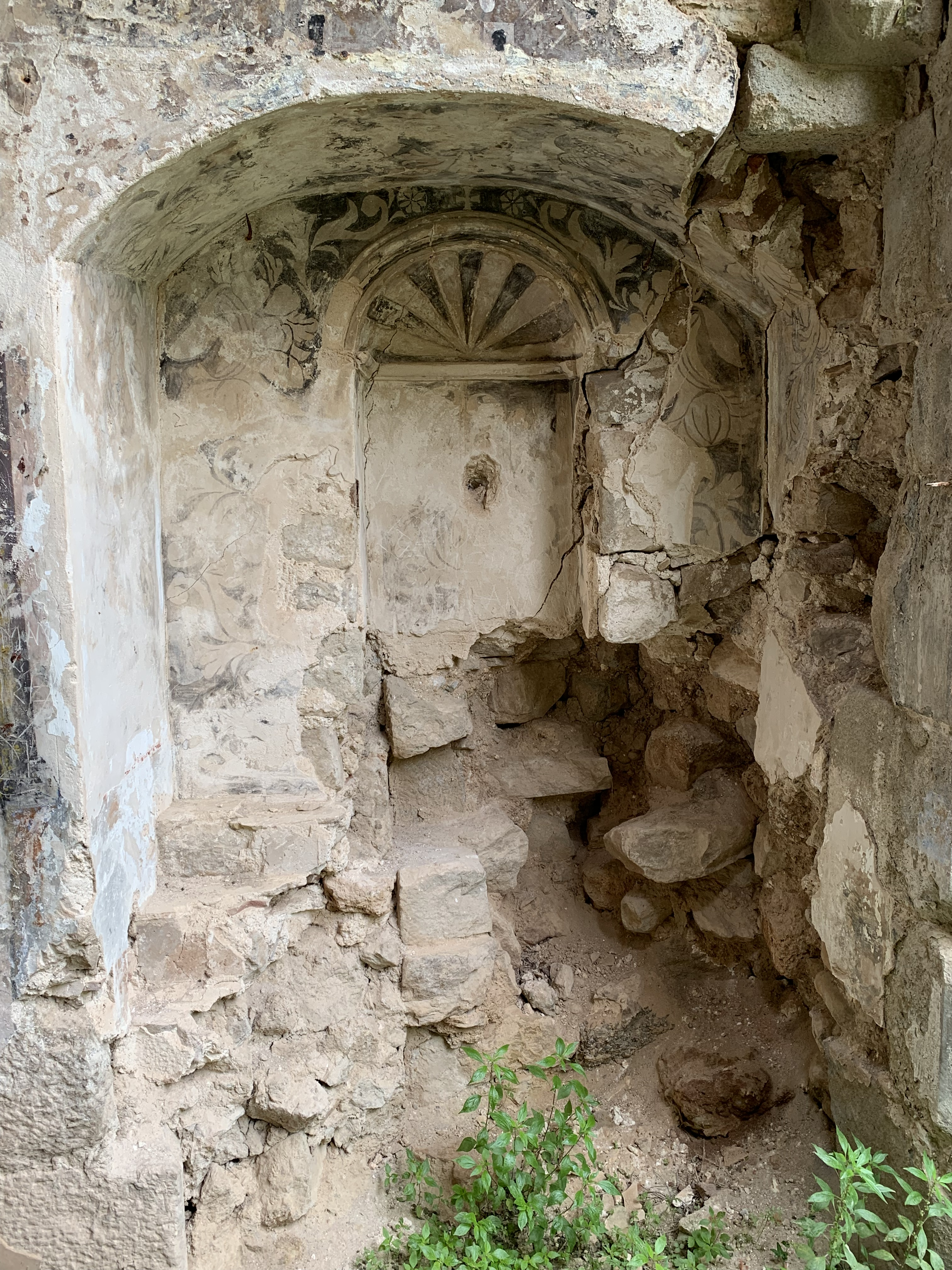
Detall de les naus
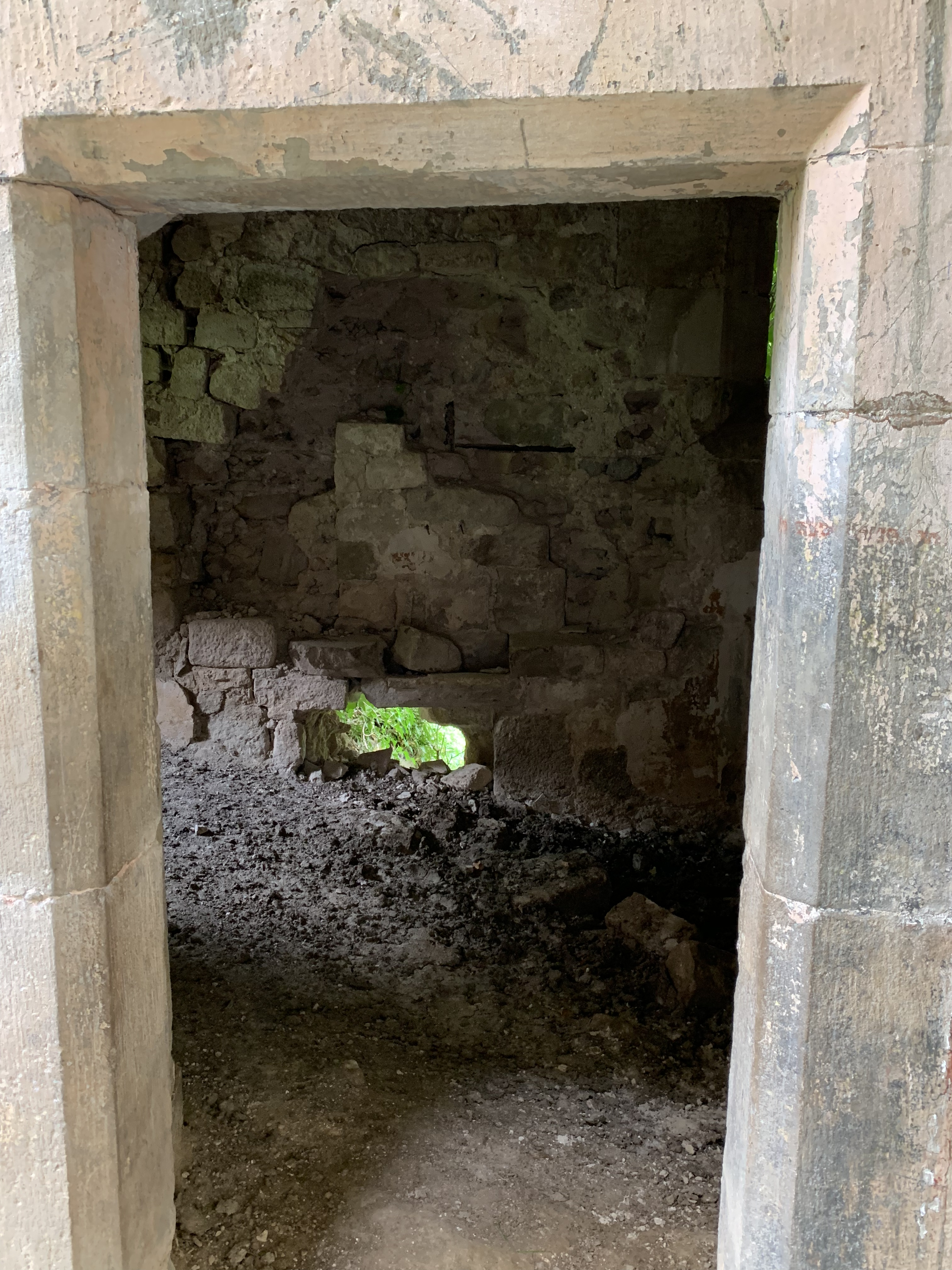
Sagristia
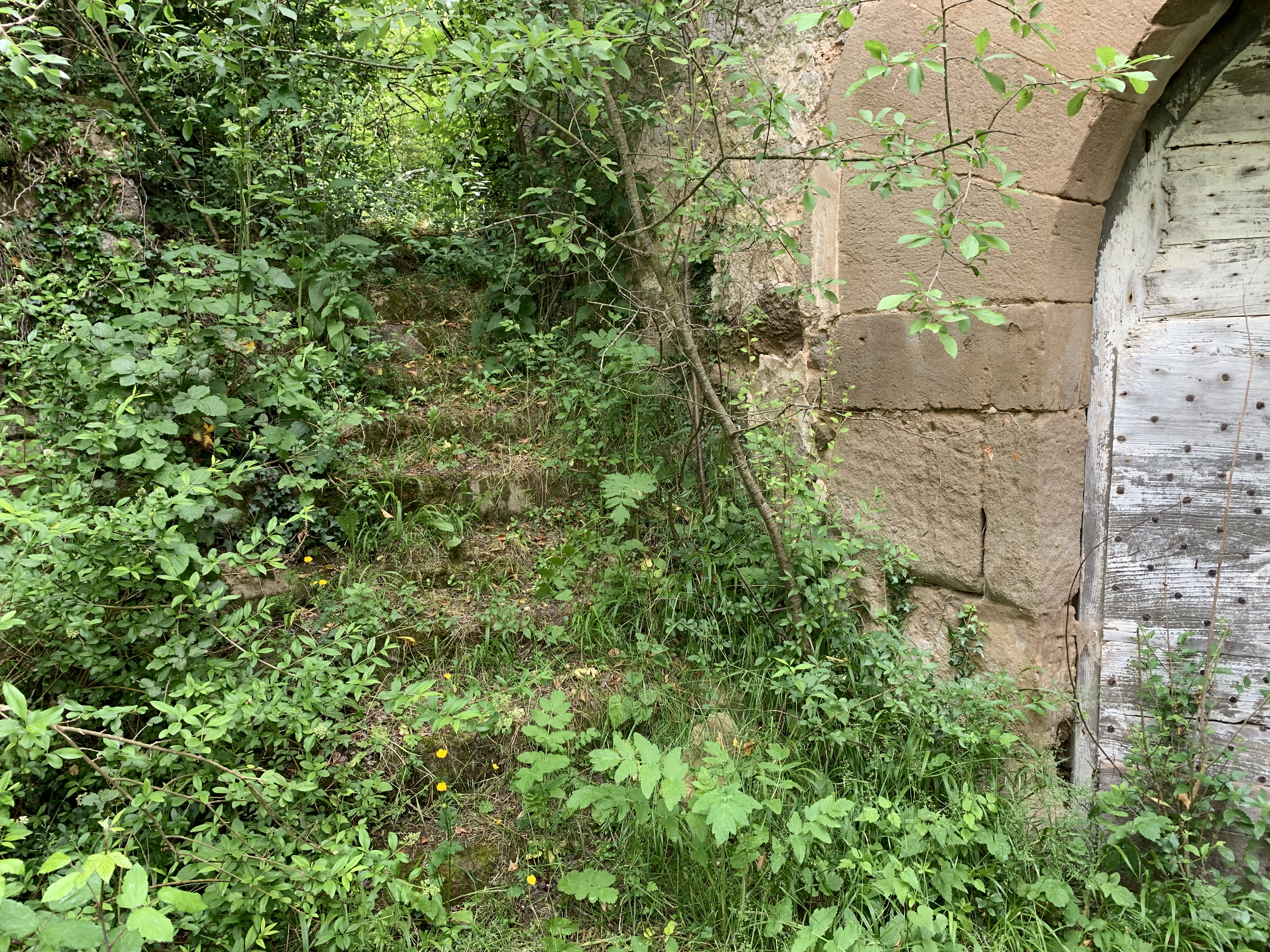
Camí vell